# Kanton Orléans-2
Der Kanton Orléans-2 ist seit 2015 ein französischer Wahlkreis im Arrondissement Orléans, im Département Loiret und in der Region Centre-Val de Loire. 
Der Kanton besteht aus einem Teil der Stadt Orléans mit insgesamt 26.930 Einwohnern (Stand: 2022).